# Ермолаева, Надежда Ивановна
Надежда Ивановна Ермолаева — советский хозяйственный деятель, Герой Социалистического Труда.

## Биография
Родилась в 1939 году на территории современного Алтайского края. Член КПСС.
Окончила школу фабрично-заводского обучения.
В 1957—1961 годах — отделочница, в 1961—1991 годах — бригадир отделочников строительного управления «Чирчикхимстрой» строительного треста № 160 Министерства строительства Узбекской ССР.
Указом Президиума Верховного Совета СССР от 21 января 1981 года присвоено звание Героя Социалистического Труда с вручением ордена Ленина и золотой медали «Серп и Молот».
Делегат XXV съезда КПСС.
Жила в Чирчике.

## Награды и звания
- Герой Социалистического Труда (21.01.1981)
- Орден Ленина (21.02.1974, 21.01.1981)
- Орден Знак Почёта (07.05.1971)